# 科林斯街120號
科林斯街120號（英語：120 Collins Street）是位於澳洲墨爾本科林斯街的一座摩天大樓，屋頂高220公尺，加上天線高265公尺。於1991年完工時，科林斯街120號成為澳洲第一高樓，直到2005年被位於黃金海岸的Q1大廈超越。